# USS Long (DD-209)
L'USS Long (DD-209/DMS-12) est un destroyer de classe Clemson mis en service dans l'United States Navy à la fin des années 1920. Il est l'unique navire nommé en l'honneur de John Davis Long (1838–1915), un juriste, écrivain et homme politique américain.
Sa quille est posée le 23 septembre 1918 au chantier naval William Cramp & Sons de Philadelphie, en Pennsylvanie. Il est lancé le 26 avril 1919 ; parrainée par Mme Arnold Knapp, et mis en service le 20 octobre 1919 sous le commandement du commander A. B. Cook.

## Historique

### Entre-deux-guerres
Après des essais sur la côte atlantique, le part pour la Méditerranée à la fin de 1919. Il rejoint la 26e division de destroyers et opère dans l'Adriatique en servant de station radio. Au début de 1921, il quitte la Méditerranée et navigue vers l’est par le canal de Suez pour effectuer une mission au sein de l'Asiatic station. Basé depuis Cavite (Luçon), il opère en mer de Chine méridionale. En juillet 1922, ordre lui est donné de rentrer aux États-Unis ; le 30 décembre, il est désarmé à San Diego.
À la fin de 1929, il est l’un des trente-quatre destroyers désarmés en 1921-1922 qui est sélectionné pour reprendre le service en remplacement des navires existants des 11e et 12e escadrons. Le Long est remorqué le 21 septembre 1929 parmi les navires déclassés. Il fut remis en service à San Diego le 29 mars 1930 et resta basé à San Diego jusqu'à la fin des années 1930. Il passa la majeure partie de son temps à opérer le long de la côte du Pacifique et de l'Amérique centrale, en participant à des grandes manœuvres et en servant de garde d'avions pour les porte-avions. Il transite par le canal de Panama en avril 1931 dans le cadre des exercices annuels de la flotte. En 1933-1935, il entre à deux reprises dans la réserve avec le 20e escadron de destroyers. En octobre 1934, il stationne dans le port de Bilbao en compagnie de deux cuirassés, trois croiseurs, deux Tenders et plus de quarante destroyers. En 1935, il fait partie de la 18e division de destroyers aux côtés des destroyers USS Southard, USS Chandler et USS Hovey. En 1937, il participe à une croisière dans les eaux de l'Alaska, en accostant notamment à Juneau, Skagway et Wrangell Narrows (en). Cette croisière l'emmena jusqu'en Colombie-Britannique. Il était accompagné des destroyers USS Wasmith, USS Dallas, USS Trevor et USS Zane.

### Seconde Guerre mondiale

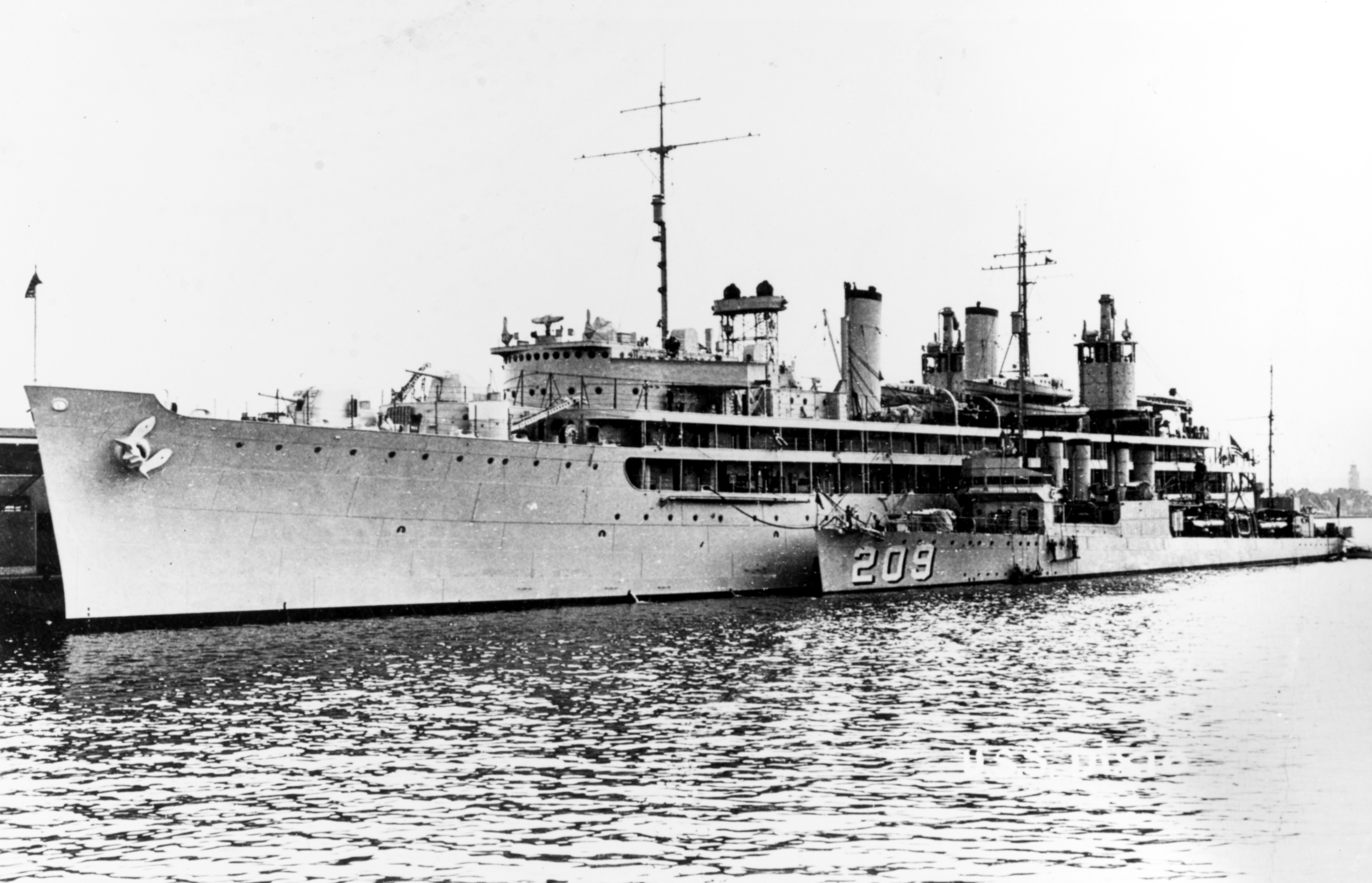
L' et l'USS Long en 1940.

En 1940, le Long est transformé en dragueur de mines et le 19 novembre 1940, il est reclassé DMS-12. L'année suivante, il opèra au large de la côte ouest et autour d'Hawaï. En décembre 1941, il est basé à Pearl Harbor qu'il quitte le 5 décembre pour assister l'USS Indianapolis. Il rentre au port le 9 décembre et est effectué aux patrouilles anti-sous-marine autour d'Hawaï. Il échappa donc à l'attaque japonaise. En mars-juin 1942, il effectue des tâches d'escorte en opérant entre Hawaï, Midway, Palmyra et Canton.
Le 30 juin 1942, le Long quitte Pearl Harbor les eaux alaskiennes. Le 27 juillet, il entre en collision avec l'USS Monaghan dans un épais brouillard et doit rejoindre San Francisco pour des réparations. Après son radoub il rejoint les îles Aléoutiennes et atteint Kodiak le 27 septembre. Ses missions consistent à contrôler d’autres navires tout en effectuant des patrouilles ASM. Pendant la majeure partie de l'hiver, il patrouille aux abords d'Adak.
Le 12 janvier 1943, le Long prend part à l'occupation sans opposition d'Amchitka et, tout en patrouillant le long de l'île, il contribue à repousser les attaques aériennes japonaises les 31 janvier et 1er février. Le 3 mai, il rejoint la Task Force 51 (Rear admiral Rockwell) et participe à l'invasion d'Attu. Peu avant les débarquements, il est chargé de déminer les côtes de l'île. Le Long resta dans les eaux de l'Alaska tout au long de l'été 1943, avant de regagner Pearl Harbor le 16 septembre. Il escorta ensuite un convoi à destination de San Francisco, où il subit une révision.
Entre le 15 novembre 1943 et le 22 janvier 1944, le Long effectue des patrouilles dans les eaux hawaïennes. Sa prochaine mission consiste à escorter des renforts en direction de Roi-Namur (Marshall) qu'il atteint le 2 février. Il rejoint ensuite la TF 76 et sert d'escorte et de navire démineur lors de la conquête des îles de l'Amirauté en mars 1944.
Le 18 avril 1944, il s'embarque pour le débarquement à Hollandia, en Nouvelle-Guinée, où il est chargé de sécuriser la baie Yos Sudarso et d'effectuer un bombardement précédant l'invasion. Au début de mai 1944, il rejoint Guadalcanal pour se préparer à l’invasion des îles Mariannes. Il arrive à Saipan le 13 juin et sécurise la zone avant l’invasion à l’ouest de l’île, tout en servant de piquet radar et de navire de garde jusqu'au 24 juin. Après une brève visite dans les îles Marshall, il opère aux côtés du cuirassé USS Pennsylvania lors du bombardement de Guam avant l'invasion qui débute à la mi-juillet. Le destroyer rejoint ensuite la TG 32.5 à Guadalcanal le 16 août.
Le 6 septembre 1944, le navire participe à l'invasion des Palaos. Il désamorce des mines au large de Peleliu, Angaur et dans le passage de Kossol du 12 au 16 septembre. Cette mission est suivi par une période d'escorte et de patrouilles entre les îles Palaos et de l'Amirauté.
Le Long rejoint la 7e flotte le 4 octobre 1944 pour prendre part à l'invasion des Philippines. Il entre dans le golfe de Leyte le 17 octobre et drague des mines à Dinagat, Hibuson (en) et aux abords de Dulag-Tacloban. Il démine ensuite le détroit de Surigao, avant de servir de navire à écran de fumée dans le golfe de Leyte jusqu'au 23 octobre. Six jours plus tard, il escorte des navires de transport à leurs entrées à Manus.
Sa dernière mission se déroule pendant l'invasion du golfe de Lingayen à Luçon. Il fait l'objet d'une attaque aérienne sans conséquence le 2 janvier 1945 lors du voyage d'approche, devenant vulnérable qu'à compter du 6 janvier, lorsqu'il fait son entrée dans le golfe et commence sa mission habituelle de dragage de mines. En effet, les Japonais ayant repéré le bâtiment mènent une série d'attaques kamikazes qui sera lourde de conséquence. Juste avant midi, un Zero s'écrase à bâbord, juste en dessous du pont, à environ 1 pied au-dessus de la ligne de flottaison. Cette attaque lui fait perdre de la puissance, ses communications internes et ses capacités de tir. Le lieutenant Stanley Caplin donne la permission aux hommes bloqués dans le gaillard de quitter le navire afin d'éviter une éventuelle explosion dans le magasin avant. Cette consigne est interprétée à tort par les hommes d'équipage comme un ordre d'abandon du navire. La totalité des hommes sont secourus par l'USS Hovey, prêt à aider le navire en flammes qui est cependant toujours en état de naviguer.
Alors qu'était préparée une équipe sauvetage en vue de remonter à bord pour un remorquage, des attaques aériennes intensives persistantes ont empêché la lutte contre les incendies et les tentatives de sauvetage. Plus tard dans l'après-midi, un deuxième kamikaze explose au même endroit et détruit totalement le pont qui se brise en deux. Le Long finit par chavirer et couler le lendemain matin.
Plusieurs des survivants sauvés par le Hovey périront lorsqu'il fut à son tour torpillé et coulé par des avions ennemis tôt le lendemain matin.

## Décorations
Le Long a reçu neuf battles star pour son service dans la Seconde Guerre mondiale.

## Commandement
- Commander A. B. Cook d'octobre 1919 à une date inconnue.
- John George Jones du 7 juin 1937 au 28 juin 1940.
- Charles Frederick Horne, Jr. du 28 juin 1940 au 17 décembre 1942.
- T/commander Paul Frederick Heerbrandt du 17 décembre 1942 au 31 octobre 1943.
- Commander Rexford Vinal Wheeler, Jr. du 31 octobre 1943 au 10 septembre 1944.
- Stanley Caplan du 10 septembre 1944 au 6 janvier 1945.